# Dykanka
Dykanka (en ukrainien : Диканька ; en russe : Диканька ; en polonais : Dykańka) est une commune urbaine de l'oblast de Poltava, en Ukraine, et le centre administratif du raïon de Dykanka (en). Sa population s'élevait à 7 515 habitants en 2021.

## Géographie
Dykanka se trouve à 27 km — 29 km par la route — au nord de Poltava.

## Histoire
La date exacte de la création du premier établissement est inconnue. En 1430, ces terres étaient détenues par le Tatar Mourza Leksada Mansourksanovytch, le futur prince Alexandre Glinsky (ru). La première mention remonte à 1658, dans une chronique de Samiïlo Velytchko. En 1689, Dykanka devient la propriété de Vassili Kotchoubeï.
Dykanka a le statut de commune urbaine depuis 1957.

## Population
Recensements (*) ou estimations de la population :
| 1959* | 1970* | 1979* | 1989* | 2001* | 2009  | 2010  |
| ----- | ----- | ----- | ----- | ----- | ----- | ----- |
| 5 552 | 6 394 | 7 916 | 8 863 | 8 506 | 7 997 | 7 993 |

| 2011  | 2012  | 2013  | 2014  | 2015  | 2016  | 2017  |
| ----- | ----- | ----- | ----- | ----- | ----- | ----- |
| 7 934 | 7 871 | 7 824 | 7 811 | 7 789 | 7 788 | 7 730 |

| 2021  | - | - | - | - | - | - |
| ----- | - | - | - | - | - | - |
| 7 515 | - | - | - | - | - | - |

## Patrimoine
Avant 1917, les héritiers de la famille de Kotchoubeï étaient les propriétaires Dykanka. Une partie de la propriété une fois très riche de Kotchoubeï est préservé à ce jour.
Au centre du village se trouvait le manoir de Kotchoubeï. L'ensemble était composé d'un palais construit à la fin du XVIIIe siècle par l'architecte italien Giacomo Quarenghi, un arc de triomphe, une église en pierre.
Pendant la guerre civile russe (1918-1920), le palais de Kotchoubeï fut détruit et il n'en subsiste que l'arc de triomphe. Il avait été érigé en 1820 en l'honneur du tsar Alexandre Ier en visite chez les Kotchoubeï. Son architecte était Luigi Rusca (en). L'arc est le seul monument lié à la perpétuation de la mémoire de la guerre et la victoire sur les soldats de Napoléon Ier dans la guerre de 1812 sur les terres de l'Ukraine moderne. L'Arc a été restauré en 2008.
Dykanka possède un monument naturel célèbre : des chênes géants âgés de 800 années situés à proximité. Ils sont mentionnés dans le poème Poltava de Pouchkine.

## Galerie

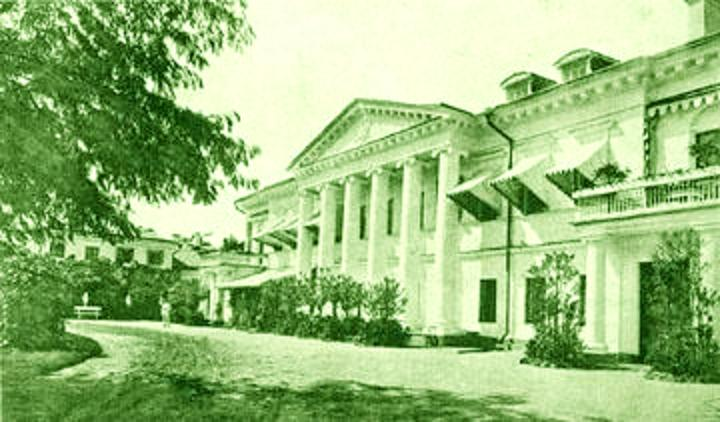
La façade du palais du prince Kochubey. L'architecte Giacomo Quarenghi. Image de la fin du XIXe siècle
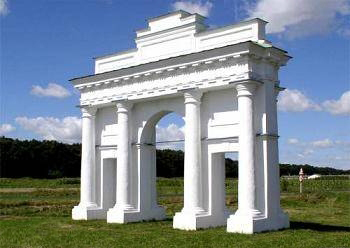
Arc de Triomphe. Architecte Luigi Rusca, 1820
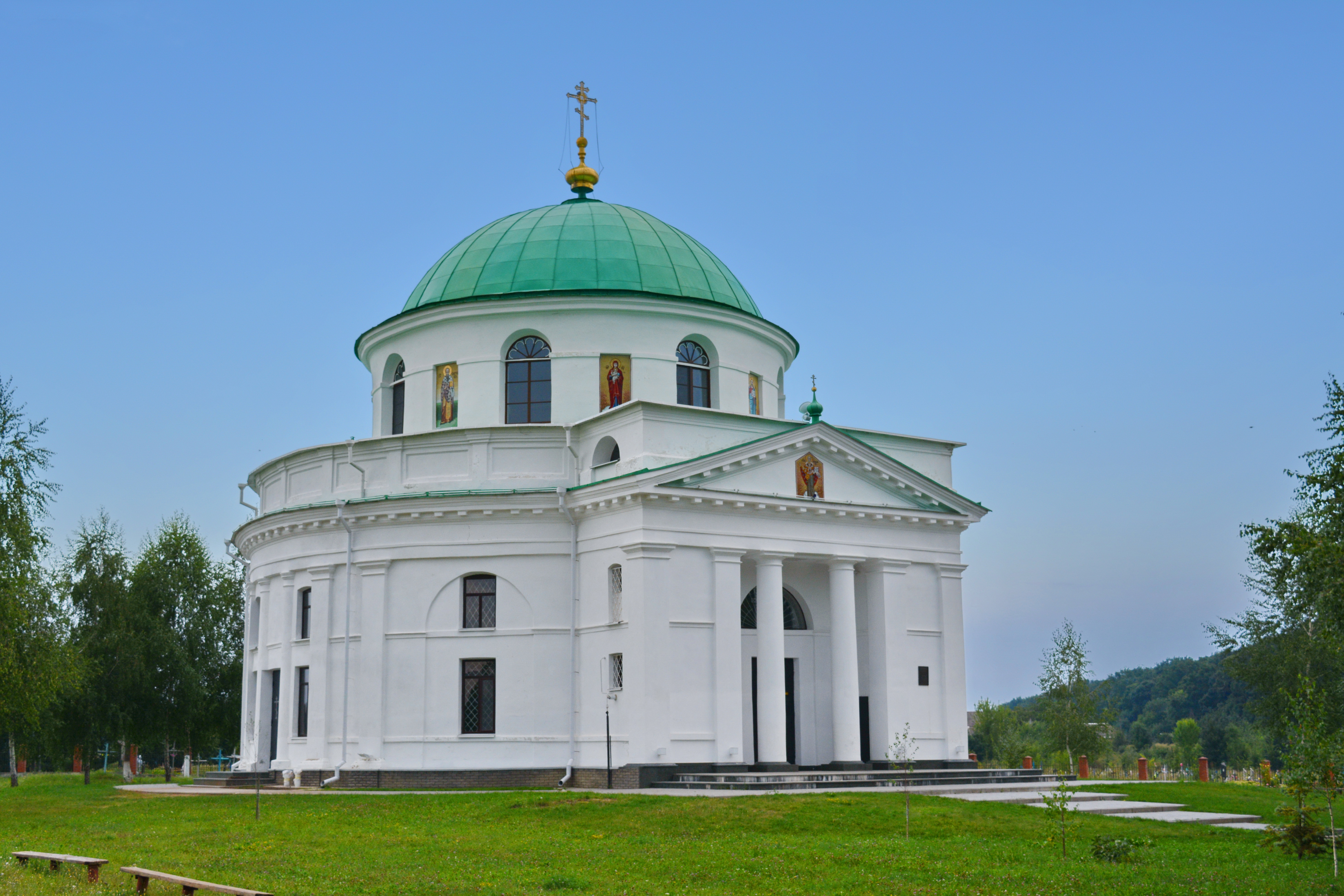
Église de Saint-Nicolas. L'architecte N. A. Lvov, 1797
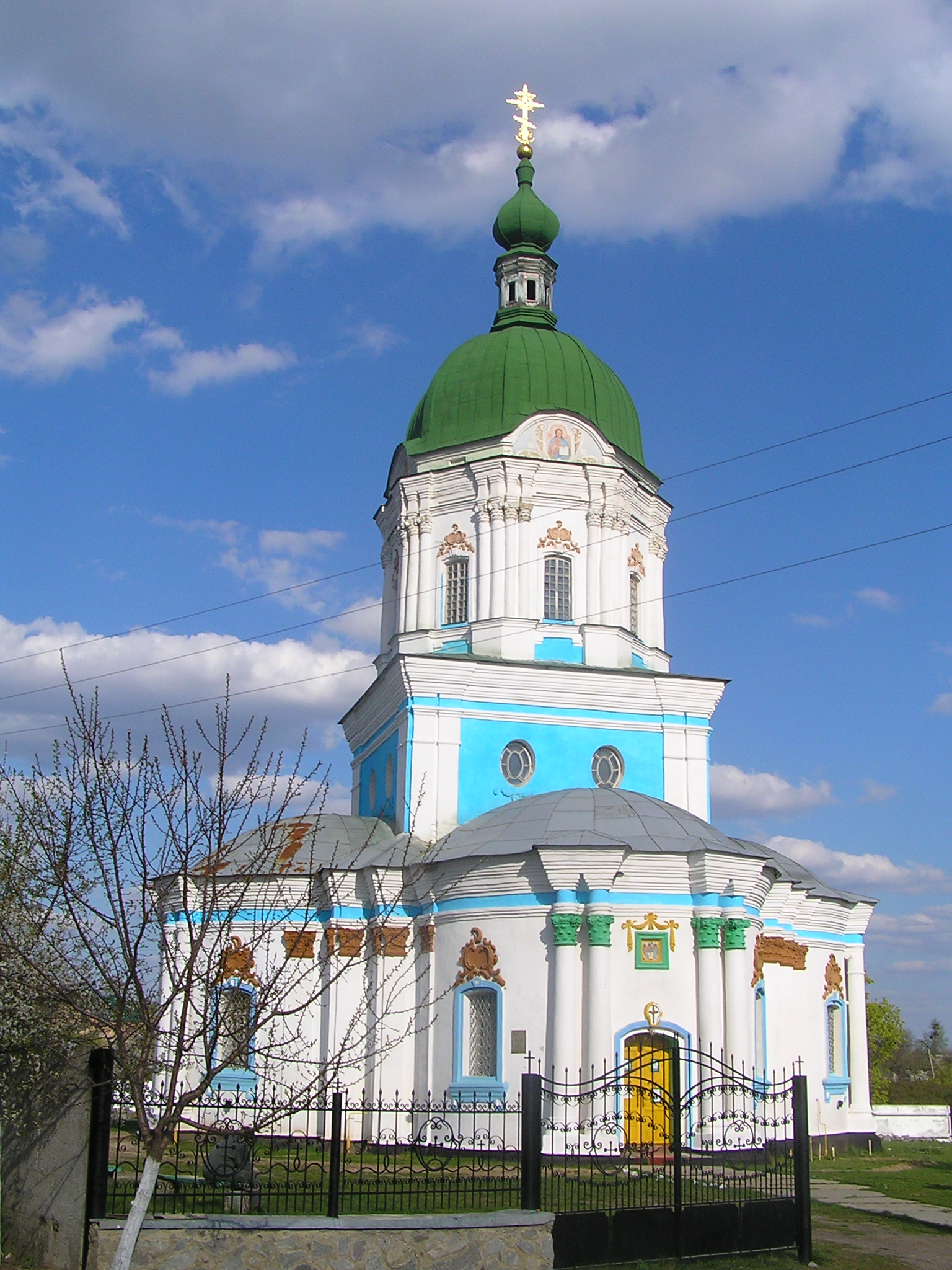
Paysage avec l'église de la Sainte Trinité, 1780. Baroque tardif. L'architecte de N. A. Lvov
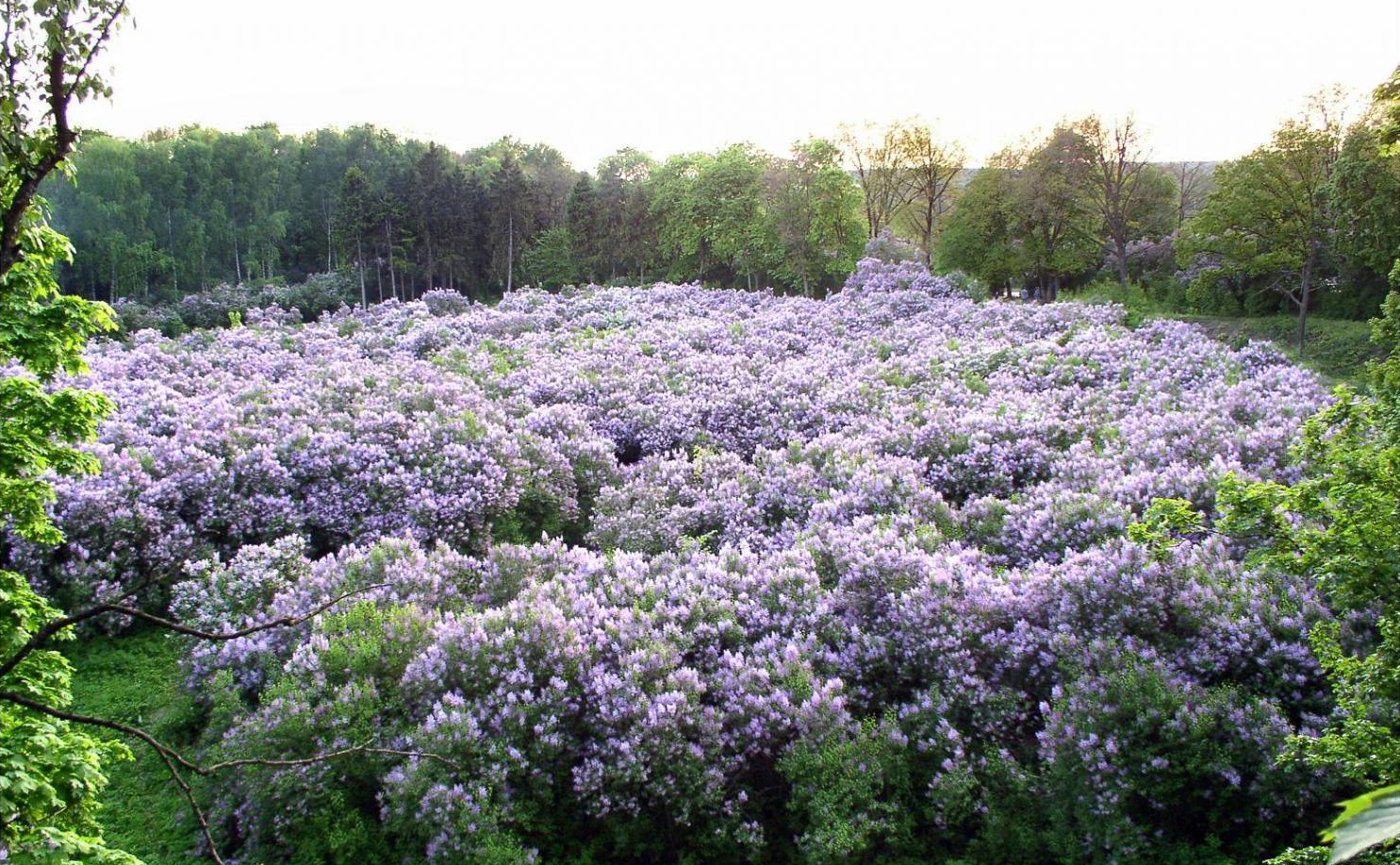
Fosse Lilas créé par V. Kochubey près Dikanka
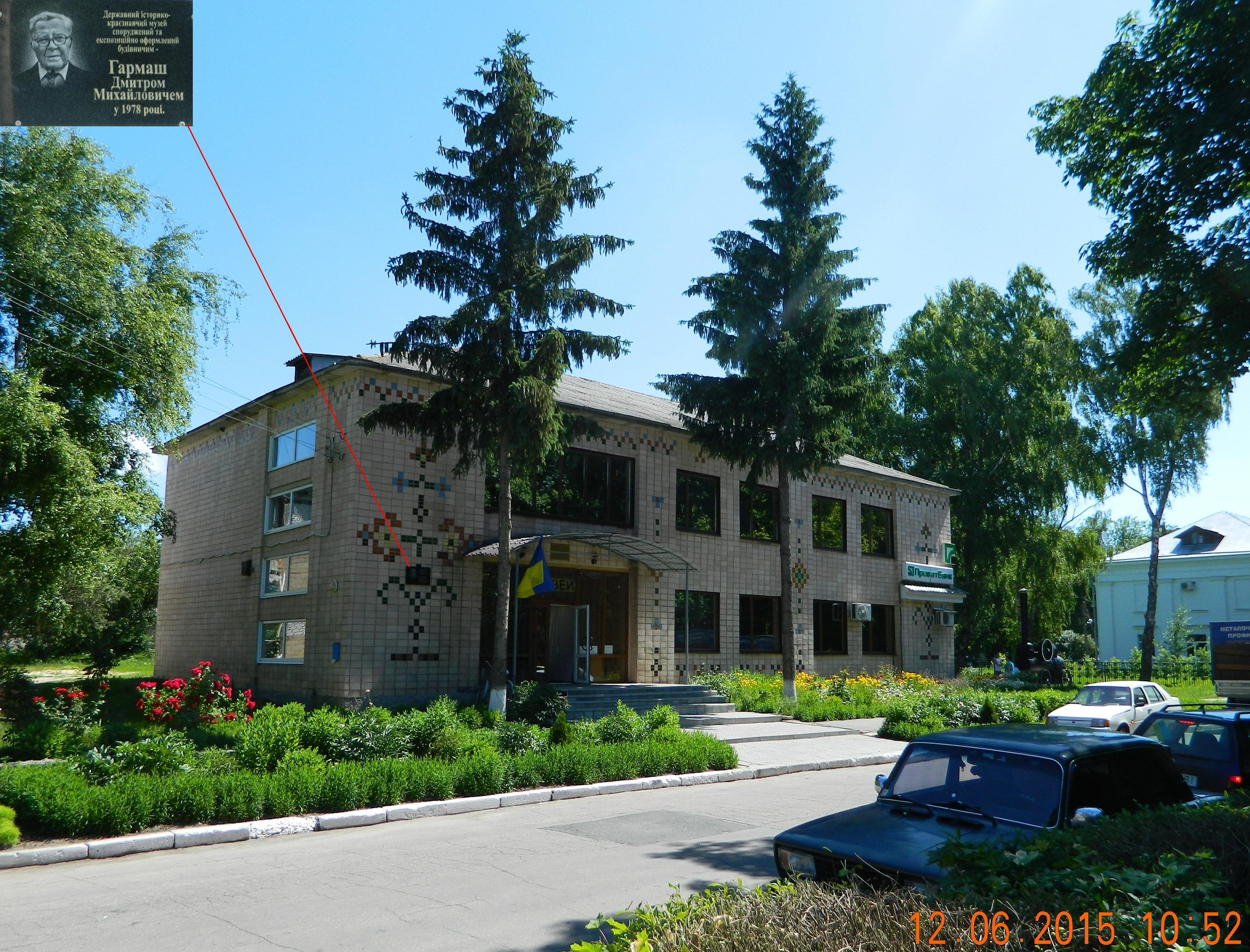
Musée d'histoire et d'histoire locale nommé d'après. D. M. Garmash
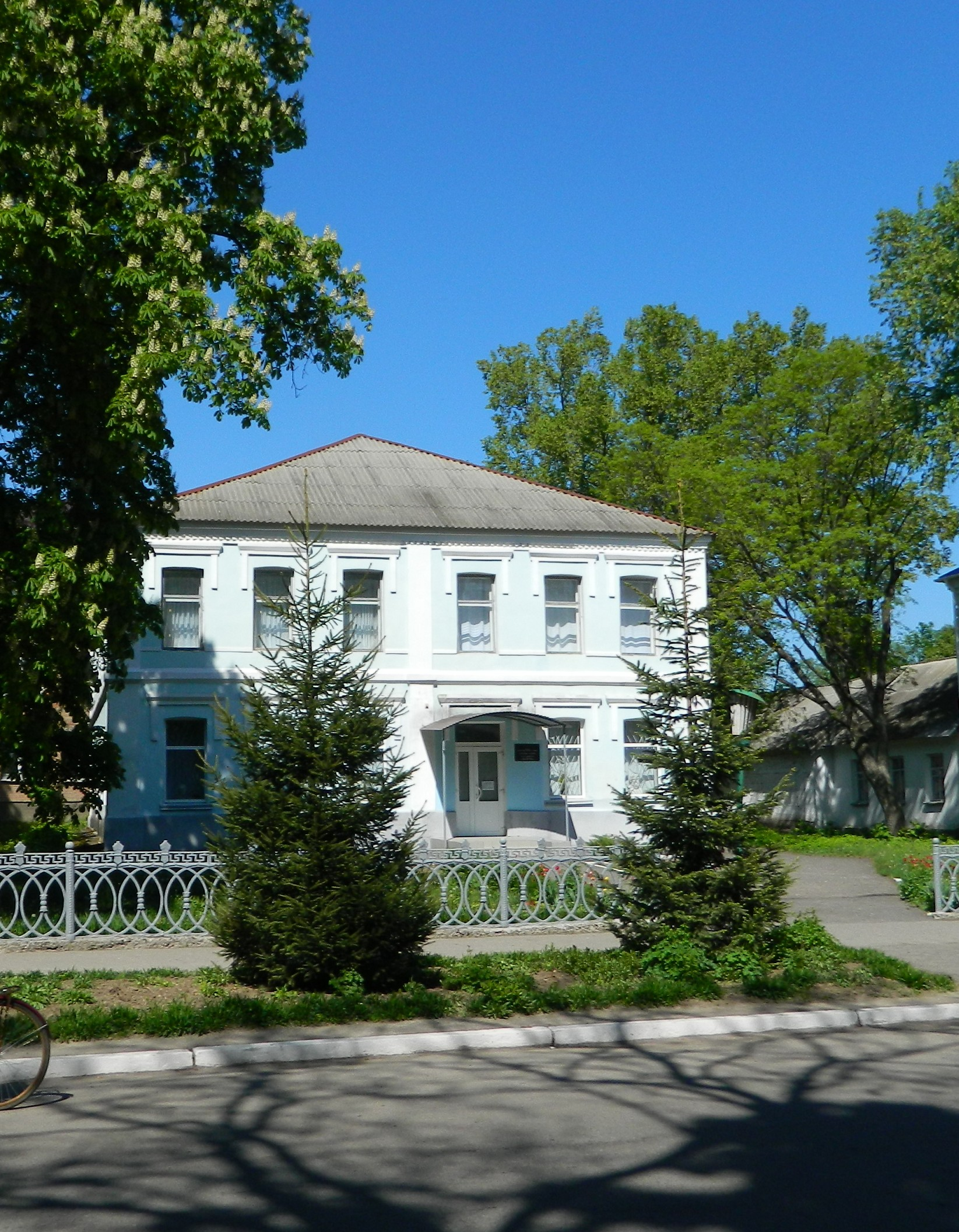
Galerie de peintures nommé d'après M. K. Bashkirtseva

## Personnalité
- Viktor Kotchoubeï (1768-1834), diplomate et homme politique d'Empire de Russie, d'origine ukrainienne.
- Vassili Dokoutchaïev (1846–1903), géographe et le père de la science des sols ou pédologie et à ce titre comme le premier pédologue.